# Bulbostylis igneotonsa
Bulbostylis igneotonsa är en halvgräsart som beskrevs av Louis-Florent-Marcel Raymond. Bulbostylis igneotonsa ingår i släktet Bulbostylis och familjen halvgräs.
Artens utbredningsområde är Zambia. Inga underarter finns listade i Catalogue of Life.